# Plutodes lamisca
Plutodes lamisca är en fjärilsart som beskrevs av Swinhoe 1894. Plutodes lamisca ingår i släktet Plutodes och familjen mätare. Inga underarter finns listade i Catalogue of Life.